# アレハンドロ・ファウリン
アレハンドロ・ダミアン・ファウルリン（Alejandro Damián Faurlín, 1986年8月9日 - ）は、アルゼンチン・ロサリオ出身の元サッカー選手。現役時代のポジションはミッドフィールダー。

## 経歴

### キャリア初期
2004年5月4日のキルメスAC戦でリーグ戦デビュー。CAロサリオ・セントラルでの出場はこの1試合のみで、2007年にプリメーラB・ナシオナルのAMSDアトレティコ・デ・ラファエラへ移籍した。翌年1月にCSマリティモのBチームへ加入するが、半年後にはインスティトゥートACコルドバと契約し母国へ復帰した。

### QPR
2009年7月7日、フットボールリーグ・チャンピオンシップのクイーンズ・パーク・レンジャーズFCへ3年契約で加入。2009年8月18日のブリストル・シティFCでデビューし、翌年4月3日に行われたシェフィールド・ウェンズデイFCとの試合で初ゴールを挙げた。加入初年度でインパクトを残し、選手とサポーターによる2009-10シーズンのクラブ最優秀選手に選出。2010年10月5日には契約を2014年まで延長した。翌シーズンにクラブはチャンピオンシップを制し、プレミアリーグ昇格メンバーの一員となった。
QPR加入時の移籍金はクラブレコードとなる350万ポンドといわれたが、当時のQPRが支払える額ではなかった。FAの調査により、アルゼンチン系でアメリカ合衆国に籍を置く株式会社TYPによる介入の下に行われた取引であることが判明、TYPがインスティトゥートに25万米ドルを支払い保有権を取得していた。2010年にTYPは100万米ドル（約61.5万ポンド）を支払うようQPRに要求しFAへ申し立てた。10月にクラブとの契約を延長するとTYPのオーナーであるペッピーノ・ティッリに対して20万ポンドの代理料が、翌年1月にはTYPへ61.5万ポンドが支払われた。第三者による選手保有は、カルロス・テベスのウェストハム・ユナイテッドFC移籍問題を受けてFAが禁止しており、QPRはこれに違反したとして2011年に処分を科されている。クラブは勝ち点剥奪の可能性もあったが、最終的に罰金処分に留まり昇格は承認された。
トップレベルでのプレーとなった翌シーズンは、新加入のジョーイ・バートンと中盤のコンビを形成した。2012年1月7日に行われたFAカップのミルトン・キーンズ・ドンズFC戦 (1-1) でゲームキャプテンを務めたが、右足の前十字靭帯を断裂し途中交代。シーズン後半を棒に振ることとなった。
母国やバルセロナでのリハビリを経て、2012年8月28日のリーグカップ・ウォルソールFC戦で復帰。フル出場を果たし3-0の勝利で飾った。続くリーグ戦・マンチェスター・シティFCとの試合でもスタメンに名を連ねた。9月23日のトッテナム・ホットスパーFC戦 (1-2) でボビー・ザモラの先制点に繋がるラストパスを供給し、2012-13シーズンで初アシストを記録した。
2013年1月31日、セリエAのUSチッタ・ディ・パレルモへシーズン終了まで期限付き移籍。加入後すぐにトップチームに合流し、2月3日のアタランタBC戦 (1-2) でデビューしフル出場を果たした。しかしレギュラーの座を掴むには至らず、リーグ戦先発及び途中出場それぞれ3試合に留まった。
買い取りオプションは行使されずシーズンを終えQPRへ戻るが、クラブはチャンピオンシップへ降格。多くの選手が退団しチームが刷新される中で、残留した数少ない選手の一人であった。2014-15シーズン開幕戦のシェフィールド・ウェンズデイ戦でスタメンとなり2-1で勝利した。11月2日、ダービー・カウンティFCを迎えたホームゲームで、相手MFジョン・ユースタスのタックルを受けストレッチャーで搬送された。2日後に左足の前十字靭帯損傷と診断され、約2年前と同様自身のシーズンを早々に終えた。クラブは2014年5月24日、ウェンブリー・スタジアムでダービーとの昇格プレーオフを制しプレミアリーグ復帰を決めた。怪我を完治させスタンドで観戦していた自身は、89分にザモラが決勝点を挙げるとピッチで歓喜の輪に加わった。当時のクラブ在籍年数最長の選手となっていたが、7月2日にクラブとの契約を1年延長した。プレミア復帰初戦となるハル・シティAFCとの試合でスタメン出場を果たした。8月27日のFAカップのバートン・アルビオンFC戦で左足を負傷しレロイ・フェルと交代。鎮痛処置もせず自ら歩いてピッチを退いたが、検査の結果自身3度目となる前十字靭帯の故障であることが判明した。2か月前に回復したにも関わらず、このシーズンも戦線を長期離脱することとなった。クラブのメディカルリーダーであるピーター・フロリダ・ジェイムスによると、靭帯の移植部が断裂していたという。翌年8月にファーストチームへ舞い戻った。

### ヘタフェ以降
2016年8月8日、セグンダ・ディビシオンのヘタフェCFへフリートランスファーで加入した。
2017-18シーズンはリーガMXのクルス・アスルへ移籍したが、リーグ戦では2試合に途中出場し計13分のプレーに留まった。
2018年1月23日にクラブとの契約を解除しRCDマヨルカへ加入、半年でスペインへ復帰した。セグンダ・ディビシオンBで首位を走るクラブにおいて今冬4番目の新加入選手として、2年間の延長オプション付きでシーズン終了までの契約を締結した。
2019年1月、セグンダ・ディビシオンBのマルベーリャFCへシーズン終了までの期限付き移籍。7月、マルベーリャFCへ完全移籍。
2021年2月、インスティトゥートACコルドバに復帰。
2022年2月19日、現役引退を表明した。

## 代表歴
2003年に開催されたFIFA U-17世界選手権のメンバーに選出されている。

## タイトル

### クラブ
QPR
- フットボールリーグ・チャンピオンシップ : 2010-11

### 個人
- QPR年間最優秀選手 : 2009-10